# Fânzeres e São Pedro da Cova
Fânzeres e São Pedro da Cova (llamada oficialmente União das Freguesias de Fânzeres e São Pedro da Cova) es una freguesia portuguesa del municipio de Gondomar, distrito de Oporto.

## Historia
Fue creada el 28 de enero de 2013 en aplicación de una resolución de la Asamblea de la República de Portugal promulgada el 16 de enero de 2013 con la unión de las freguesias de Fânzeres y São Pedro da Cova, pasando su sede a estar situada en la antigua freguesia de Fânzeres.

## Demografía
| Gráfica de evolución demográfica de Fânzeres e São Pedro da Cova entre 2011 y 2021 |
|                                                                                    |
| Datos según el nomenclátor publicado por el INE portugués.                         |